# Sekou Cissé
Pour les articles homonymes, voir Cissé.
Sekou Cissé, né le 23 mai 1985 à Dabou, est un footballeur international ivoirien. Il évolue au poste d'attaquant.

## Biographie

### Roda JC
Formé dans son pays natal, il rejoint l'Europe en 2004 quand il s'engage avec le Roda JC qui évolue en Eredivise, la première division aux Pays-Bas. Il joue régulièrement dès la première saison et participe à vingt-cinq rencontres.
La saison suivante, il participe à son premier match européen lors du troisième tour de la Coupe Intertoto. Il prend une place plus importante et gagne du temps de jeu. Le club termine à la huitième place et se qualifie pour jouer un match de barrage pour une éventuel qualification en Coupe UEFA mais ils sont éliminés dès le premier match face au SC Heerenveen.
Lors de la saison 2006-2007, il joue trente-et-une rencontres pour cinq buts et le club termine à la sixième place mais ne réussit pas à se qualifier en Coupe UEFA, de nouveau éliminé lors des barrages de qualifications.
Pour sa quatrième saison au club, il joue trente matchs pour cinq buts. Ces performances sont récompensées par plusieurs sélections en équipe de Côte d'Ivoire. Avec son club, il termine neuvième mais perd de nouveau lors des barrages de qualifications pour la Coupe UEFA mais après une belle épopée en Coupe de Belgique, le club atteint la finale mais s'incline contre le Feyenoord Rotterdam deux buts à zéro.
Après une dernière saison difficile pour le club contrairement à lui qui marque onze buts en trente-huit matchs et une place qui les oblige à passer par des barrages pour finalement se maintenir, il décide de quitter le club.

### Feyernoord Rotterdam
En 2009, il rejoint le Feyenoord Rotterdam. Il joue régulièrement dès la première saison en prenant part à vingt-sept rencontres. Le club termine quatrième et s'incline en finale de la Coupe des Pays-Bas face à l'Ajax Amsterdam.
La saison suivante, il ne prend part qu'à trois matchs dont le premier de sa carrière en Coupe UEFA.
Il joue plus régulièrement lors de la saison 2011-2012. Malgré une blessure qui le prive des terrains plus d'un mois, il prend part vingt-cinq matchs et marque huit buts. Le club termine vice-champion des Pays-Bas derrière l'Ajax Amsterdam.
Lors de sa quatrième saison au club, le club termine sur le podium, mais il joue beaucoup tout comme le début de la saison suivante. Le 3 janvier 2014, il est finalement libéré de son contrat par Feyenoord.

### KRC Genk
Dix jours plus tard, après un essai concluant, il signe au KRC Genk. Il prend part à vingt rencontres lors de la fin de saison et termine sixième en championnat. La saison suivante, il devient titulaire et prend part à trente rencontres pour sept buts et termine à la septième place.
Le 31 août 2015, il est prêté au FC Sochaux-Montbéliard qui évolue en Ligue 2 pour une saison avec option d'achat. il joue trente-et-une rencontres et marque neuf buts. Le club est maintenu lors de la dernière journée de championnat malgré un belle épopée en Coupe de France qui s’arrête face à l'Olympique de Marseille lors des demi-finales.

### Gazélec Ajaccio
Lors de l'été 2016, il signe pour deux saisons en faveur du Gazélec Ajaccio tout juste relégué en Ligue 2. Il joue son premier match avec l'équipe corse dès la première journée de championnat contre le Stade brestois 29. Lors de la seconde journée, il est titularisé contre l'AJ Auxerre et marque son premier but dans son nouveau club.

### En sélection
Avec l'équipe de Côte d'Ivoire olympique, , il termine meilleur buteur du Tournoi de Toulon puis participe aux Jeux olympiques de 2008 et atteint les quarts de finale.
Il est ensuite sélectionné avec l'équipe de Côte d'Ivoire pour la première fois en 2008 et joue son premier match en sélection face au Mozambique et marque le seul but de la rencontre. Il est ensuite régulièrement appelé et marque un doublé contre le Botswana. Il compte onze sélections pour trois buts entre 2008 et 2009.

## Palmarès

### En club
Il est finaliste de la Coupe des Pays-Bas en 2008 avec le Roda JC puis en 2010 avec le Feyenoord Rotterdam avec qui il est également vice-champion des Pays-Bas en 2012.